# R. L. Stine
Robert Lawrence Stine (Columbus, Ohio, 1943. október 8. –) amerikai író, újságíró, forgatókönyvíró, televíziós producer.
Stine a „Gyermekirodalom királya” címet kapta elsősorban több száz horrorregénye miatt, köztük a Fear Street , a Libabőr, a Rotten School, és a The Nightmare Room. Néhány más munkája közé tartozik a Space Cadets trilógia, két Hark játékmű, és több tucat vicckönyv. 2008-tól Stine könyvei több mint 400 millió példányban keltek el világszerte.

## Pályafutása
Lewis Stine hajózási alkalmazott és Anne Feinstein fiaként született és Bexleyben, Ohióban nőtt fel. Történeteket és vicceket kezdett írni kilenc éves korában, amikor egy írógépet talált házuk padlásán. 1965-ben diplomázott az Ohio Állami Egyetemen. Később New Yorkba költözött, hogy karrierjét íróként folytassa.
1986-ban írta első horrorregényét, a Blind Date-et. Ezt sok más regény követte, köztük a Babysitter, Beach House, Hit and Run és a Girlfriend. A Nickelodeon Hálózat gyermekjátékos Eureeka című sorozat társszerzője és vezetője volt, aminek eredeti epizódjait a Nick Jr. programozási blokk részeként sugárzott 1989-1995-ben.
1989-ben kezdte írni a Fear Street könyveket. A Libabőr sorozat elindítása előtt három humoros sci-fi könyvet írt a Space Cadets sorozatban, Jerks in Training, Bozos on Patrol és a Losers in Space. 1992-ben indult a Libabőr sorozat. Egy Libabőr TV sorozat is készült, amely négy évadban futott 1995 és 1998 között.

## Magyarul megjelent művei
- Libabőr; Passage, Bp., 2000–2002
  - Kísértet-part; ford. Venczel Mihály; 2000
  - Válj láthatatlanná!; ford. Venczel Mihály; 2000
  - A Láz-mocsár farkasa; ford. Venczel Mihály; 2000
  - A múmia átka; ford. Horváth Marianna; 2000
  - A bűvös maszk; ford. Vojnits Eszter; 2001
  - A mélység titka; ford. Horváth Marianna; 2001
  - Iszapszörnyek éjszakája; ford. Peneta Zoltán; 2001
  - Rejtély a könyvtárban; ford. Peneta Zoltán; 2001
  - Vigyázz, mit kívánsz!; ford. Vojnits Eszter; 2001
  - A múmia visszatér; ford. Révi Erik; 2001
  - A színpad fantomja; ford. Kállai Anna; 2001
  - Óvakodj a hóembertől!; ford. Tóth Éva; 2001
  - Zongoraleckék; ford. Tóth Éva; 2002
  - Kísértet a szomszédban; ford. Kállai Anna; 2002
  - A rettegés tornya; ford. Máthé György; 2002
  - A holtak háza; ford. Pálfalvi Ilona; 2002

## Fordítás
- Ez a szócikk részben vagy egészben  a   R. L. Stine című angol Wikipédia-szócikk fordításán alapul.  Az eredeti cikk szerkesztőit annak laptörténete sorolja fel. Ez a jelzés csupán a megfogalmazás eredetét és a szerzői jogokat jelzi, nem szolgál a cikkben szereplő információk forrásmegjelöléseként.